# DAR-21
DAR-21 (Daewoo Assault Rifle - 21st Century) hay Daewoo XK8 (tên khi đang phát triển) là loại súng trường tấn công có thiết kế bullpup sử dụng loại đạn 5.56x45mm NATO được chế tạo bởi S&T Daewoo vào năm 2003 với mục đích thay thế cho khẩu súng trường tấn công Daewoo K2 cho quân đội Hàn Quốc. Tuy nhiên nó đã không được chấp nhận và không được chế tạo nhiều, nhưng vẫn được dùng để xuất khẩu khi có đặt hàng.

## Lịch sử
Bộ quốc phòng Hàn Quốc sau khi xem xét tình hình đã theo dõi tình trạng an ninh đã quyết định rằng việc hiện đại hóa các loại vũ khí bộ binh là cần thiết vì địa hình của nước này là núi vì thế việc các loại xe thiết giáp di chuyển là rất khó khăn vì thế cần được hỗ trợ bởi bộ binh cũng như đối chọi với sức mạnh quân sự của miền Bắc vốn có rất nhiều quân nhân.
Cơ quan phát triển Quốc phòng Hàn Quốc đã bắt đầu nghiên cứu một hệ thống vũ khí bộ binh mới vào tháng 4 năm 2000. Việc thiết kế dự trên hệ thống OICW là tiêu chuẩn cho các loại súng bullpup. Việc thiết kế loại súng này dựa trên việc nghiên cứu các vấn đề xảy ra với khẩu XM29 OICW, thêm khả năng gắn ống phóng lựu (XM25) kết hợp với thiết kế của khẩu XM8.
Daewoo XK8 được ra mắt lần đầu tiên tại triển lãm quốc phòng quốc tế năm 2003 diễn ra tại Abu Dhabi. Tuy nhiên dự án này đã bị hủy bỏ khi các mẫu Daewoo K11 tốt hơn trở nên thực tiễn.